# Okhlī
Okhlī (persiska: اخلی) är en ort i Iran.   Den ligger i provinsen Nordkhorasan, i den nordöstra delen av landet, 600 km öster om huvudstaden Teheran. Okhlī ligger 883 meter över havet och antalet invånare är 233.
Terrängen runt Okhlī är huvudsakligen kuperad, men västerut är den bergig. Okhlī ligger nere i en dal.Runt Okhlī är det ganska glesbefolkat, med 27 invånare per kvadratkilometer. Närmaste större samhälle är Bojnourd, 16,6 km söder om Okhlī. Omgivningarna runt Okhlī är i huvudsak ett öppet busklandskap.